# Euphranta jucunda
Euphranta jucunda är en tvåvingeart som beskrevs av Friedrich Georg Hendel 1915. Euphranta jucunda ingår i släktet Euphranta och familjen borrflugor. Inga underarter finns listade i Catalogue of Life.